# زمین‌خزک دم‌نواری
زمین‌خزک دم‌نواری (نام علمی: Ochetorhynchus phoenicurus)، گونه‌ای از پرندگان در زیرخانواده Furnariinae از خانواده تنورمرغان (Furnariidae) است که در آرژانتین و شیلی یافت می‌شود.

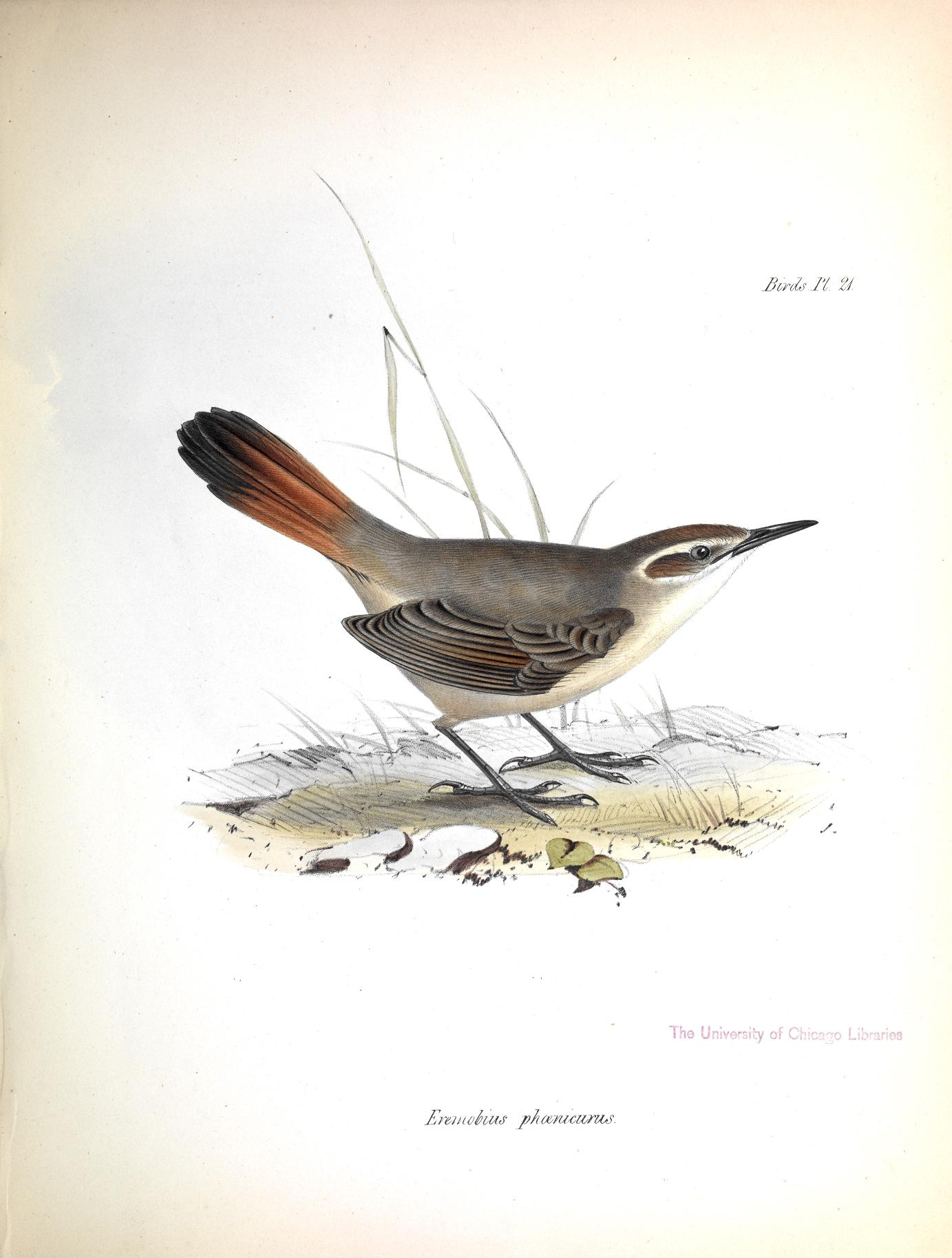